# Orville Freeman
Orville Freeman (Minneapolis, 9 maggio 1918 – Minneapolis, 20 febbraio 2003) è stato un politico e militare statunitense, Segretario dell'Agricoltura dal 1961 al 1969 nelle Amministrazioni Kennedy e Johnson.
Fu inoltre il 29º Governatore del Minnesota dal 1955 al 1961. Partecipò alla seconda guerra mondiale nella Campagna di Bougainville (USA) rimanendo anche ferito.